# Симаков, Кирилл Владимирович
Кирилл Владимирович Симаков (1 февраля 1935, Ленинград — 14 апреля 2004, Магадан) — российский и советский учёный в области геологии, член-корреспондент АН СССР (1990), академик РАН с 2000 года.

## Биография
Кирилл Владимирович родился в профессорско-преподавательской семье.
Его отец, Владимир Николаевич Симаков, родился в семье московского стеклозаводчика в 1896 г., учился на естественном отделении физико-математического факультета Московского Императорского университета. В связи с Первой мировой и Гражданской войной своё обучение он завершил на биологическом факультете Ленинградского университета, где защитился и работал заведующим кафедры почвоведения и географии почв. Мать, Татьяна Леонидовна Симакова (в девичестве Кривская, дочь известного врача Кривского Леонида Александровича) защитила в 1948 г. докторскую диссертацию по микробиологии. Она работала в Институте экспериментальной медицины, а в последние годы заведовала отделом в Нефтяном институте в Ленинграде.
Кирилл Владимирович был младшим сыном. Старший, Игорь Владимирович, также занимался геологией, но рано умер (1923—1956).
В 1952 году Кирилл Владимирович поступил в Ленинградский государственный университет на геологический факультет.
В 1957 году получил специальность геолог-съёмщик-поисковик, окончив университет с отличием.
До 1958 года — геолог в Киргизском геологическом управлении.
В 1958—1970 гг. работал на должностях геолога, начальника партии, старшего геолога, начальника геолого-поискового отдела. Основным местом работы было Сеймчанское районное геологоразведочное управление в системе Северо-Восточного территориального геологического управления.
В 1970 году он защитил кандидатскую диссертацию и перешёл на работу в Северо-Восточный комплексный научно-исследовательский институт. Здесь он проработал до 1994 года, будучи последовательно младшим, старшим научным сотрудником, затем — руководителем группы, главным научным сотрудником, и в конце концов заведующим лабораторией стратиграфии и палеонтологии палеозоя. В 1985 году Кирилл Владимирович защитил докторскую диссертацию.
В 1990 году был избран членом-корреспондентом Академии наук СССР (ныне Российская академия наук).
В 2000 году стал действительным членом Российской академии наук.
С 1994 года — заместитель председателя, а с 1996 года — председатель Северо-Восточного научного центра Дальневосточного отделения Академии наук.
Похоронен на Марчеканском кладбище Магадана, где ему установлен памятник.

## Достижения
Считается крупнейшим специалистом в области стратиграфии и палеонтологии палеозоя. Известен как авторитетный знаток проблем девона и карбона, а также как специалист по экологической безопасности поисково-разведочных и эксплуатационных работ на нефть и газ.
Симаков создал новую теорию стратиграфического времени. На основе её — методику определения хроностратиграфических границ.

## Награды
- В 1988 году за цикл научных работ, посвященный теории стратиграфического времени и методике определения хроностратиграфических границ, получил премию имени А. П. Карпинского Академии наук СССР.
- В 1991 году он был удостоен звания «Заслуженный деятель науки РСФСР»
- В 1999 году он был награждён орденом Дружбы[2].